# Provincia di Colchagua
La provincia di Colchagua è una delle province della regione cilena di Libertador General Bernardo O'Higgins,  il capoluogo è la città di San Fernando.	
La provincia è suddivisa in dieci comuni:
| - Chépica - Chimbarongo - Lolol - Nancagua | - Palmilla - Peralillo - Placilla - Pumanque | San Fernando Santa Cruz |  |